# Diphasium
Diphasium, biljni rod paprati u porodici Lycopodiaceae smješten u potporodicu Lycopodioideae. Postoji 4 vrste iz Južne Smerike, Australije, Novog Zelanda, Filipina, Bornea i manjih otoka.

## Vrste
1. Diphasium gayanum (J. Rémy) Holub
2. Diphasium jussiaei (Desv. ex Poir.) Rothm.
3. Diphasium lawessonianum (B. Øllg.) B. Øllg.
4. Diphasium scariosum (G. Forst.) Rothm.